# Фагундис
Фагундис (порт. Fagundes) — муниципалитет в Бразилии, входит в штат Параиба. Составная часть мезорегиона Сельскохозяйственный район штата Параиба. Находится в составе крупной городской агломерации . Входит в экономико-статистический микрорегион Кампина-Гранди. Население составляет 11 830 человек на 2006 год. Занимает площадь 162,101 км². Плотность населения — 67,4 чел./км².
Праздник города — 22 декабря.

## История
Город основан 22 декабря 1961 года.

## Статистика
- Валовой внутренний продукт на 2003 год составляет 25 620 092,00 реалов (данные: Бразильский институт географии и статистики).
- Валовой внутренний продукт на душу населения на 2003 год составляет 2253,11 реалов (данные: Бразильский институт географии и статистики).
- Индекс развития человеческого потенциала на 2000 год составляет 0,559 (данные: Программа развития ООН).

## География
Климат местности: тропический.